# Sand Voe (West Mainland)

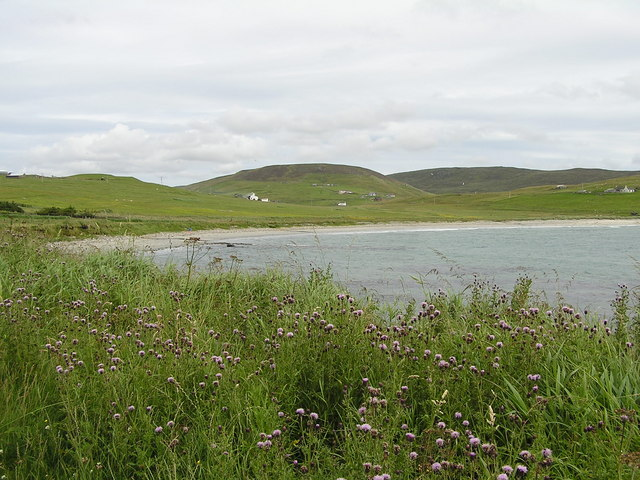
Das nördliche Ende der Voe

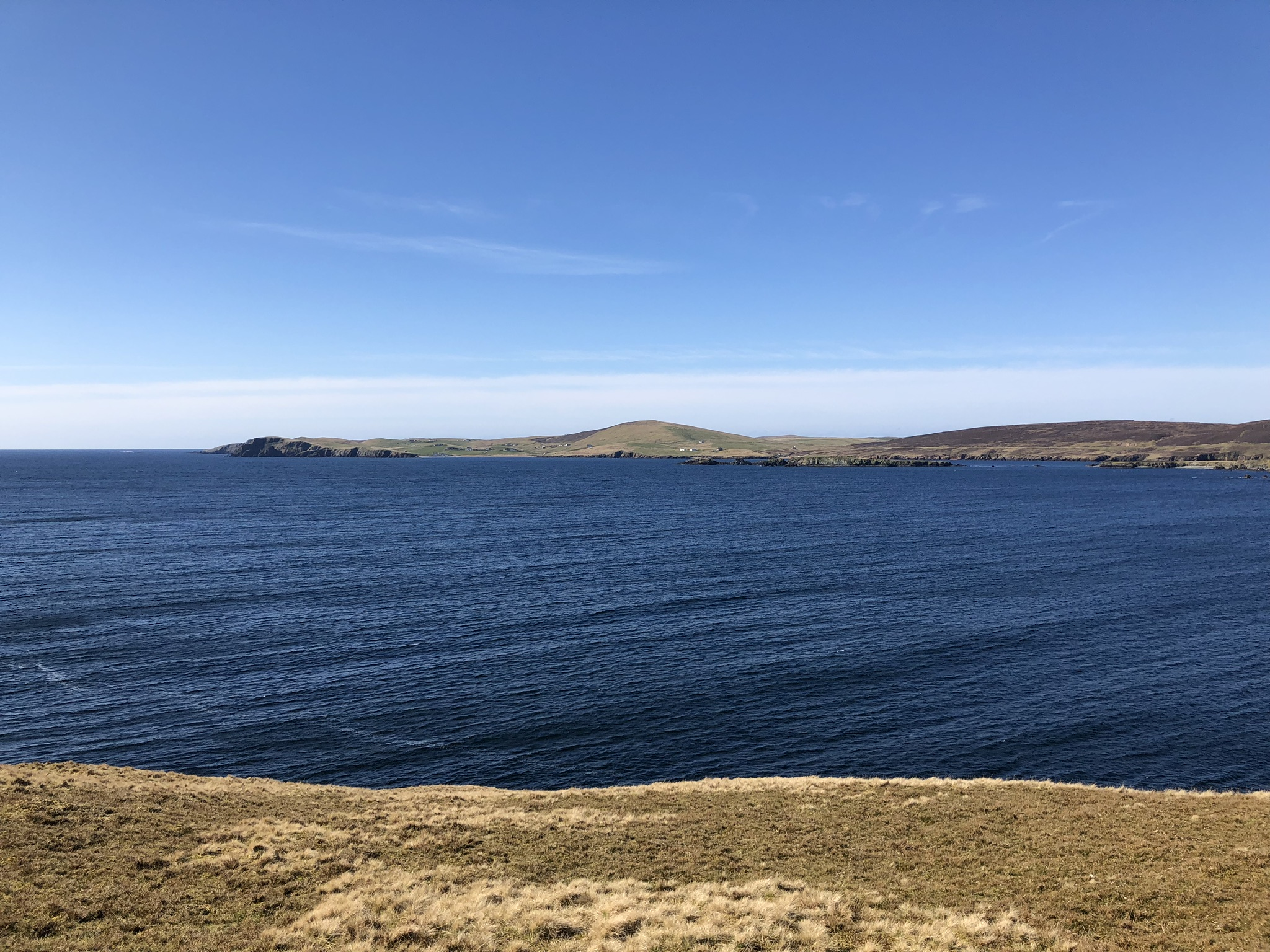
Blick von der Fora Ness auf den südlichen Teil der Bucht

Die Sand Voe ist eine Meeresbucht (Voe), die im Südwesten der zu Schottland zählenden Shetlands liegt.

## Geographie
Die Sand Voe ist eine Bucht, die im Westen von Mainland an der südlichen Küste der Insel liegt. Sie erstreckt sich über etwa zwei Kilometer landeinwärts und weist eine nahezu rechteckige Form auf. Der kleine Ort Sand liegt etwas erhöht über dem westlichen Ufer der Bucht, die nächste größere Ortschaft ist Walls im Westen. Im Osten der Sand Voe liegt die Halbinsel Fora Ness, mit der Sandsound Voe auf der gegenüberliegenden Seite, im Westen folgt nach einer Landspitze, südlich der die unbewohnte Insel Kirk Holm liegt, die Garderhouse Voe.

## Historisches
Im Rahmen der historischen Gliederung Schottlands in Civil Parishes zählt die Sand Voe zu Sandsting.